# Наслеђивање ограничено полом
При оваквом типу наслеђивања, особина се појављује код оба пола, али се разликује учесталост особине међу половима, или веза генотип-фенотип.
Пример особине која се наслеђује под утицајем пола је ћелавост људи. Алел а се понаша као доминантан код мушкараца, а као рецесиван код жена. На овакво понашање алела утичу разлике у хормонима.
| генотип | фенотип                                                           |
| ------- | ----------------------------------------------------------------- |
| а+ / а+ | нема ћелавости (ни код једног пола)                               |
| а / а   | ћелавост (код оба пола, иако код жена у каснијем животном добу)   |
| а+/ а   | различит фенотип, зависно од пола - ћелавост мушкараца, не и жена |